# سرآب بالا
سرآب بالا، روستایی در دهستان رهدار بخش مرکزی شهرستان رودان در استان هرمزگان ایران است.

## جمعیت
بر پایه سرشماری عمومی نفوس و مسکن در سال ۱۳۹۵، جمعیت این روستا برابر با ۱۴ نفر (۶ خانوار) بوده‌است.